# Bernhard Muszynski
Bernhard Muszynski (* 17. April 1945 in Berlin) ist ein deutscher Politikwissenschaftler.

## Leben
Ab 1965 studierte er an der Freien Universität Berlin in den Fächern Politikwissenschaft, Soziologie und Volkswirtschaftslehre. Nach der Promotion 1978 zum Dr. phil. an der Universität Hamburg war er von 1978 bis 1985 wissenschaftlicher Mitarbeiter an der Universität der Bundeswehr Hamburg im Fachbereich Pädagogik am Lehrstuhl für Bildungspolitik. Nach der Habilitation 1984 im Fach Soziologie an der Universität der Bundeswehr Hamburg ist er seit 1994 außerplanmäßiger Professor für Soziologie der Politik an der Wirtschafts- und Sozialwissenschaftlichen Fakultät der Universität Potsdam.

## Schriften (Auswahl)
- Wirtschaftliche Mitbestimmung zwischen Konflikt- und Harmoniekonzeptionen. Theoretische Voraussetzungen, geschichtliche Grundlagen und Hauptprobleme der Mitbestimmungsdiskussion der BRD. Meisenheim am Glan 1975, ISBN 3-445-11197-9.
- Politische und ökonomische Sozialisation in der Berufsschule. Die Perzeption einer politischen Grundsatzkontroverse durch die Berufsschule am Beispiel der wirtschaftlichen Mitbestimmung. Meisenheim am Glan 1978, ISBN 3-445-11531-1.
- mit Lutz Rainer Reuter: Bildungspolitik. Dokumentation und Analyse. Opladen 1980, ISBN 3-8100-0309-3.
- Forschungspolitik und Humanisierung der Arbeit. München 1982, ISBN 3-597-10374-X.